# Магре сула Страда дел Вино
Магрѐ сула Стра̀да дел Вѝно (на италиански: Magrè sulla Strada del Vino; на немски: Margreid an der Weinstraße, Марграйд ан дер Вайнщрасе) е село и община в Северна Италия, автономна провинция Южен Тирол, автономен регион Трентино-Южен Тирол. Разположено е на 241 m надморска височина. Населението на общината е 1302 души (към 2010 г.).

## Език
Официални общински езици са и италианският и немският. Най-голямата част от населението говори немски. В общината се говори и други романски език, ладинският.
| %     | Роден език      |
| 15,22 | Италиански език |
| 84,33 | Немски език     |
| 0,45  | Ладински език   |